# Liberalismo.org
Liberalismo.org es un sitio web creado para la difusión del liberalismo entre los hispanohablantes y para generar una comunidad digital entre liberales. Actualmente posee un extenso repositorio de información política, económica y filosófica clasificado por temas.
Fue lanzado desde España en el año 2001 por iniciativa de un puñado de simpatizantes liberales clásicos y libertarios que se aglutinaban en la revista impresa La Ilustración Liberal creada en 1999. En el año 2004 Liberalismo.org crea Red Liberal que consiste en un agregador de blogs y foro, que potenció notablemente la presencia digital de las ideas liberales.
Algunos de los principales colaboradores de Liberalismo.org también ayudaron a dar forma al diario en Internet Libertad Digital y al Instituto Juan de Mariana. Este último se ha hecho cargo del servidor del sitio web de información Liberalismo.org y su agregador Red Liberal. La página se encuentra inactiva desde 2014.